# Reynès
Reynès (în catalană Reiners) este o comună în departamentul Pyrénées-Orientales din sudul Franței. În 2009 avea o populație de 1.212 de locuitori.

## Evoluția populației
| An        | 1975 | 1982 | 1990 | 1999  | 2006  | 2009  |
| --------- | ---- | ---- | ---- | ----- | ----- | ----- |
| Populație | 692  | 787  | 964  | 1.203 | 1.266 | 1.212 |